# Marzan
Marzan é uma comuna francesa na região administrativa da Bretanha, no departamento Morbihan. Estende-se por uma área de 34,04 km². Em 2010 a comuna tinha 2 378 habitantes (densidade: 69,9 hab./km²).